# Орешани (Зелениково)
Орешани (мкд. Орешани) су насеље у Северној Македонији, у северном делу државе. Орешани припадају општини Зелениково, која окупља југоисточна предграђа Града Скопља.

## Географија
Орешани су смештени у северном делу Северне Македоније. Од најближег већег града, Скопља, насеље је удаљено 22 km југоисточно.
Насеље Орешани је у оквиру историјске области Торбешија, која се пружа јужно од Скопског поља. Насеље је смештено на десној обали Вардара, близу његовог утока у Тарску клисуру. Северно од насеља пружа се поље, док се јужно издиже планина Китка. Надморска висина насеља је приближно 230 метара.
Месна клима је измењена континентална са мањим утицајем Егејског мора (жарка лета).

## Становништво
Орешани су према последњем попису из 2002. године имали 515 становника.
Претежно становништво у насељу су етнички Македонци (75%), а мањине су Албанци (20%) и Срби (2%).
Већинска вероисповест је православље, а мањинска ислам.